# May Kaftan-Kassim
May Arif Kaftan-Kassim, née le 14 janvier 1928 à Bagdad en Irak, morte le 23 juillet 2020 à Alexandria aux États-Unis, également connue sous le nom de May A. Kaftan, est une radioastronome irakienne.
Après ses études supérieures au Radcliffe College à Cambridge, elle reste plusieurs années aux États-Unis, travaille à l'Observatoire national de radioastronomie puis à  l'Observatoire Dudley de l'université d'État de New York à Albany. Elle participe aussi aux conférences internationales comme le Comité des utilisations pacifiques de l'espace extra-atmosphérique.
Elle retourne régulièrement en Irak, y crée le programme universitaire d'astronomie à l'Université de Bagdad et participe à la fondation du nouvel observatoire astronomique national irakien.

## Biographie

### Jeunesse, étude en Angleterre et aux États-Unis
May Arif Kaftan naît le 14 janvier 1928 à Bagdad en Irak. Elle est issue d'une famille musulmane traditionnelle et religieuse. Son père est un fonctionnaire du gouvernement irakien.
Pour ses études supérieures, elle part d'abord en Angleterre et fréquente l'université de Manchester en tant qu'étudiante de premier cycle et des cycles supérieurs, grâce à une bourse d'études destinée aux étudiants irakiens en sciences.
Elle termine ses études de doctorat en astronomie au Radcliffe College à côté de Harvard aux États-Unis en 1958, avec une thèse intitulée Une étude de l'hydrogène neutre dans une région du Cygnus. Les astronomes américains Nan Dieter-Conklin et Frank Drake sont ses camarades de classe en astronomie à Harvard ; ils ont tous terminé la même année et ont tous étudié auprès de l'astronome américaine Cecilia Payne-Gaposchkin.

### Début de carrière aux États-Unis
May Kaftan-Kassim travaille à l'Observatoire national de radioastronomie en Virginie occidentale, de 1964 à 1966.
En 1968, elle participe à la Comité des utilisations pacifiques de l'espace extra-atmosphérique sous l'égide des Nations unies (en anglais Committee on the Peaceful Uses of Outer Space, COPUOS), à Vienne, où elle représente officieusement l'Irak.
Elle fait partie du personnel scientifique de l'Observatoire Dudley de l'université d'État de New York à Albany au début des années 1970. Alors qu'elle assiste à la réunion annuelle de l'Union radio-scientifique internationale (URSI) à Washington D.C. en 1981, Kaftan-Kassim donne une conférence pour les archives de l'Observatoire national de radioastronomie.
Elle est professeur invitée d'astronomie au Agnes Scott College à Decatur près d'Atlanta, en 1983-1984,.

### Fonde l'enseignement d'astronomie et contribue à créer l'observatoire en Irak

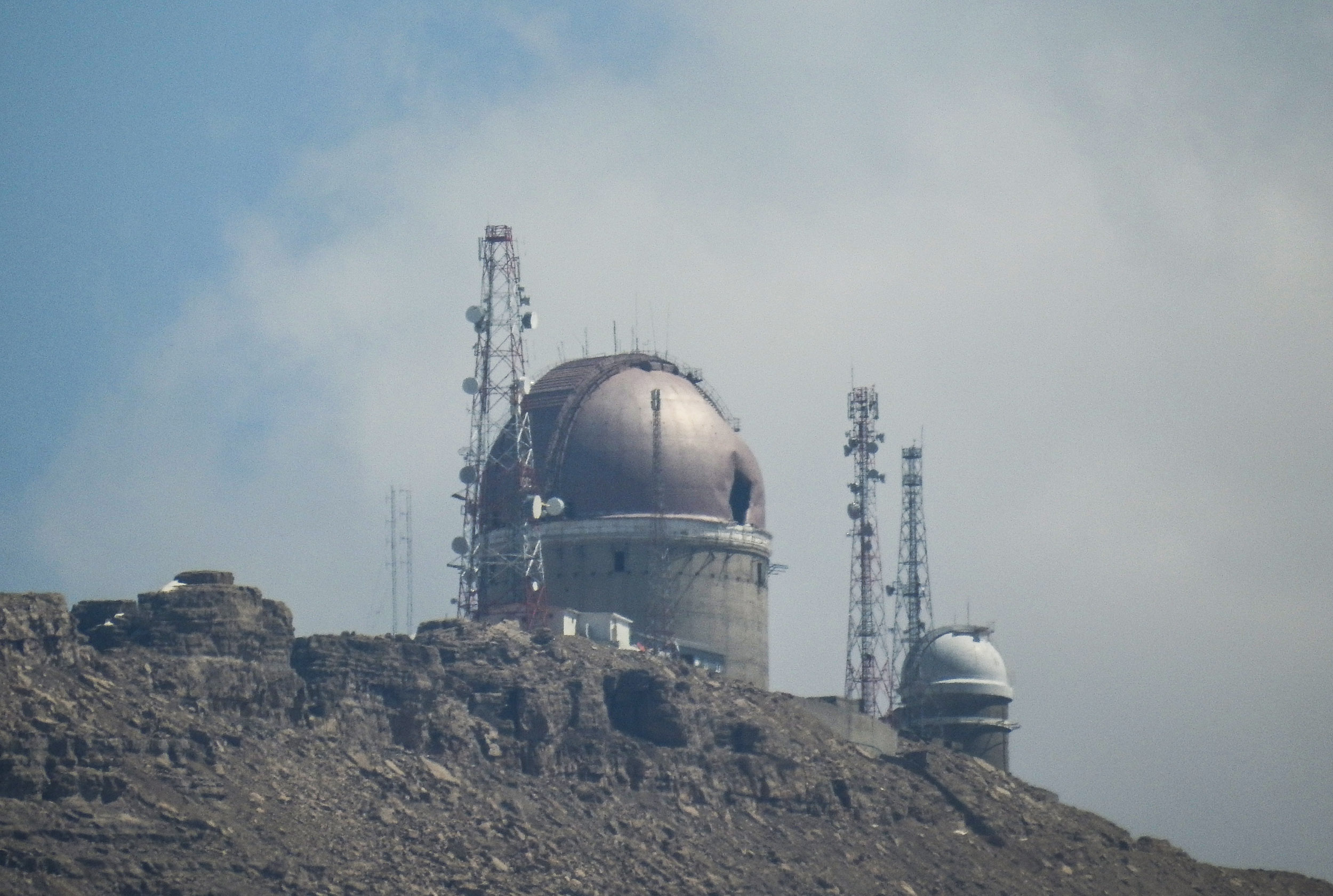
Observatoire d'Erbil, qu'elle contribue à lancer dans les années 1970.

May Kaftan-Kassim contribue à la création du programme d'astronomie à l'Université de Bagdad, en donnant des conseils sur le contenu des cours et le recrutement.
Elle retourne à Bagdad au milieu des années 1970 pour conseiller sur la construction de l'Observatoire astronomique national d'Irak, près d'Erbil, et elle y est chef de projet, avant de perdre son poste en 1981 à cause des fluctuations du contexte politique.
Elle pense passer une moitié de l'année en Irak et l'autre aux États-Unis, mais elle a tellement à faire qu'elle reste d'abord sur place sans retourner aux États-Unis.
Elle passe aussi du temps à faire des recherches à l'Observatoire astrophysique de Byurakan en Union soviétique.

### Retour aux États-Unis
Elle retourne finalement vivre aux États-Unis. L'American Astronomical Society note en 2017 qu'elle en est membre depuis plus de 60 ans.
Les publications de recherche de May Kaftan-Kassim comprennent notamment : « Mesures de l'émission radio thermique de 1,9 cm de Mercure », publié dans Nature en 1967, « Une enquête sur le rayonnement radio à haute fréquence des nébuleuses planétaires » (Astrophysical Journal, 1969), « Observations radio à haute fréquence de la région du Quintette de Stephan » (Nature, 1975), « Extinction et structure radio de IC 2149 » (Avis mensuels de la Royal Astronomical Society 1977), et « Une étude du continuum radio de paires isolées des Galaxies » (Journal Astronomique, 1978).

### Vie privée
May Kaftan a épousé le pédiatre Sami El-Sheikh Kassim ; ils se sont séparés dans les années 1970. Leur fils Namir E. Kassim est né à Bagdad, il est également devenu radioastronome aux États-Unis. May Kaftan-Kassim meurt le 23 juillet 2020 à Alexandria.